# فاجعه قطار بلوی
فاجعه قطار بلوی در ۲۹ ژوئن ۱۸۶۴ در جایی که امروز شهر بلوی، کبک قرار دارد، رخ داد. در این حادثه یک قطار مسافربری بر اثر عدم توجه به چراغ قرمز از سوی خدمه، از روی یک پل گردان روباز به داخل رودخانه ریشلیو سقوط کرد. پذیرفته‌ترین آمار منتشرشده از تعداد کشته‌شدگان این حادثه برابر با ۹۹ نفر است. این فاجعه همچنان بدترین حادثهٔ راه‌آهن در تاریخ کانادا است.

## پیش‌زمینه
در سدهٔ نوزدهم، رودخانهٔ ریشلیو به‌عنوان یک آبراه مهم برای تجارت میان نیویورک و مونترآل مورد استفاده قرار می‌گرفت. گردشگری نیز در این منطقه به‌شکلی چشمگیر رشد کرد؛ به‌ویژه به‌دلیل کشتی‌های بخاری که در مسیر بالا و پایین رودخانه در حرکت بودند. پل بلوی به‌صورت یک پل چرخان ساخته شد تا مسیر راه‌آهن مزاحم خطوط کشتیرانی نشود. این پل امروزه دو شهرداری اوتربورن پارک در کرانهٔ شرقی رودخانه و بلوی، کبک در کرانهٔ غربی آن را به یکدیگر متصل می‌کند. دیگر شهرهای نزدیک به این منطقه شامل مون-سن-تیلر در کرانهٔ شرقی و مک‌مسترویل در کرانهٔ غربی هستند.
شرکت راه‌آهن گرند ترانک، که در تملک بریتانیایی‌ها بود، در سال ۱۸۵۲ بنیان‌گذاری شد تا در مناطقی که امروزه استان‌های انتاریو و کبک را تشکیل می‌دهند، خطوط راه‌آهن ایجاد کند. تا اوایل دههٔ ۱۸۶۰، هزینه‌های بالای ساخت شبکهٔ راه‌آهن، همراه با ناکامی در دستیابی به سطح مورد انتظار از بهره‌برداری، این شرکت را با بدهی‌های سنگینی مواجه ساخت. یکی از منابع مهم درآمد گرند ترانک، جابه‌جایی مهاجرانی بود که از طریق کشتی به شهرهای کبک و لوییس وارد می‌شدند و مقصد آن‌ها کانادای علیا (Upper Canada) و ایالت‌های غرب میانهٔ ایالات متحده آمریکا بود.

## کتاب‌ها
- Brice Frost, Stanley (1980). McGill University for the Advancement of Learning: 1895–1971. Montreal: McGill-Queen's University Press. ISBN 0-7735-0353-6.
- Sandham, Alfred (1870). Ville-Marie Or, Sketches of Montreal, Past and Present. Montreal: Bishop.